# Pandur II
«Пандур II», (Pandur II) — современная австрийская многоцелевая колёсная боевая бронированная машина.
Боевая машина (БМ) разработана и производится австрийской компанией General Dynamics European Land Systems-Steyr GmbH. Принята на вооружение в Австрии, Португалии и Чехии. Для ВС Португалии выпускается по лицензии португальской компанией Fabrequipa. Также собирается по лицензии в Нови-Йичине для ВС Чехии. По состоянию на 2012 год заказано 359 БМ Pandur II на сумму $1,114 млрд. В 2008—2011 годах на экспорт было поставлено 140 ББМ на сумму $511,1 млн. Портфель заказов на 2012—2015 годах оценивается в 219 машин стоимостью $603 млн.

## История создания и производства
Бронетранспортер «Пандур II» является продолжением  моделей Pandur, разработкой которых занималась одна из крупнейших австрийских компаний Steyr-Daimler-Puch, вошедшая в 2001 году в компанию General Dynamics European Land Systems-Steyr GmbH. Как и другие машины компании «Steyr-Daimler-Puch», «Пандур II» разработан для проведения боевых операций как в равнинной и пустынной, так и в гористой местности. Также, она способна преодолевать водные препятствия.
Серийное производство начато в 2003 году. Выпускается в больших модификациях с колёсной формулой «8х8» и «6х6». Практически полностью унифицированы (на 90%).

## Описание конструкции
Броневой корпус машины получен сваркой из стальной брони высокой твёрдости.
Pandur II сухопутных войск Португалии, VBR Pandur II, (португальский — VBR — Viatura Blindada de Rodas) оснащается навесной бронёй компании Steyr, обеспечивающей защиту по уровню 4 STANAG 4569 от 14,5-мм бронебойных пуль. В конструкции чешской машины Pandur II 8x8 CZ защита по Уровню 4 обеспечивается навесной пассивной защитой компании Rafael. Днище корпуса выполнено из стальной брони SSAB ARMOX 500.

### Вооружение
- Боевой модуль RCWS-30 производства израильской компании Rafael[9]. Вооружение необитаемой башни RCWS-30 состоит из 30-мм автоматической пушки Mk44, спаренных пусковых установок ПТРК Spike и 7,62-мм пулемёта FN MAG.
- Обитаемая двухместная башня General Dynamics Land Systems с 30-мм автоматической пушкой Mauser и 7,62-мм пулемётом.
- На машине с колесной базой 8х8 может быть установлена 105-мм пушка (на Pandur II 6х6 – 90 мм )[10]

### Защищенность
Бронезащита противопульная (14,5х114 мм), противоосколочная. Плоское днище имеет форму реверса «V», которая, по оценкам, меньше принимает и передает силу взрыва на десантный отсек. Внутри машина Pandur II оснащена запатентованными, фирмой Steyr, защищенными от мин сиденьями для водителя, командира и экипажа. Сиденья разработаны для обеспечения соответствующего уровня жесткости и, в то же время, предотвращения передачи ударных нагрузок пользователям.

### Подвижность
Pandur II приводится в движение дизелем Cummins ISLe HPCR, связанныь с автоматической 6-ступенчатой трансмиссией ZF 6HP 602C и двухступенчатой распределительной коробкой.
— подвеска колес индивидуального исполнения;
-- оси поворотные управляемые;
— дифференциал полностью блокирующийся;
— установленная система автоматического управления включением/выключением привода и дифференциальных механизмов обеспечивает снижение износа трансмиссии, уменьшает усталость водителя при управлении, повышает безопасность движения;
— система центральной подкачки колес «CTIS», обеспечивает хорошую мобильность на не твердых грунтах с регулировкой давления на ходу;
— шины колес обеспечены системой «Run-flat»;
— все колеса обеспечены дисковыми тормозами гидродинамическим замедлителем для обеспечения торможения;
— установлена антиблокировочная система;

## Модификации
Платформа БМ позволяет изготавливать следующие виды (типы) вооружений:
- бронетранспортёр;
- машина огневой поддержки пехоты с 105-мм орудием;
- самоходный миномёт;
- командирская боевая машина;
- командно-штабная машина;
- бронированная медицинская машина;
- боевая разведывательная машина;
- бронированная ремонтно-эвакуационная машина;

## На вооружении
- Австрия — 60 Pandur EVO по состоянию на 2024[11].
- Португалия
  - Сухопутные войска — 146 БТР Pandur II различных модификаций и 30 БМП Pandur II Mk 30 mm по состоянию на 2024 год[12]
- Чехия — 107 Pandur II KBVP всех модификаций, 8 Pandur II KBV-PZ, 8 Pandur II KBV-PZLOK, 4 Pandur II KOT-Z, по состоянию на 2024 год[13]. Всего заказано 107 ББМ Pandur II (72 БМП с необитаемой башней RCWS-30, 11 КШМ, 16 разведывательных, 4 БММ и 4 инженерных) на общую сумму $825 млн.[14]

## Галерея

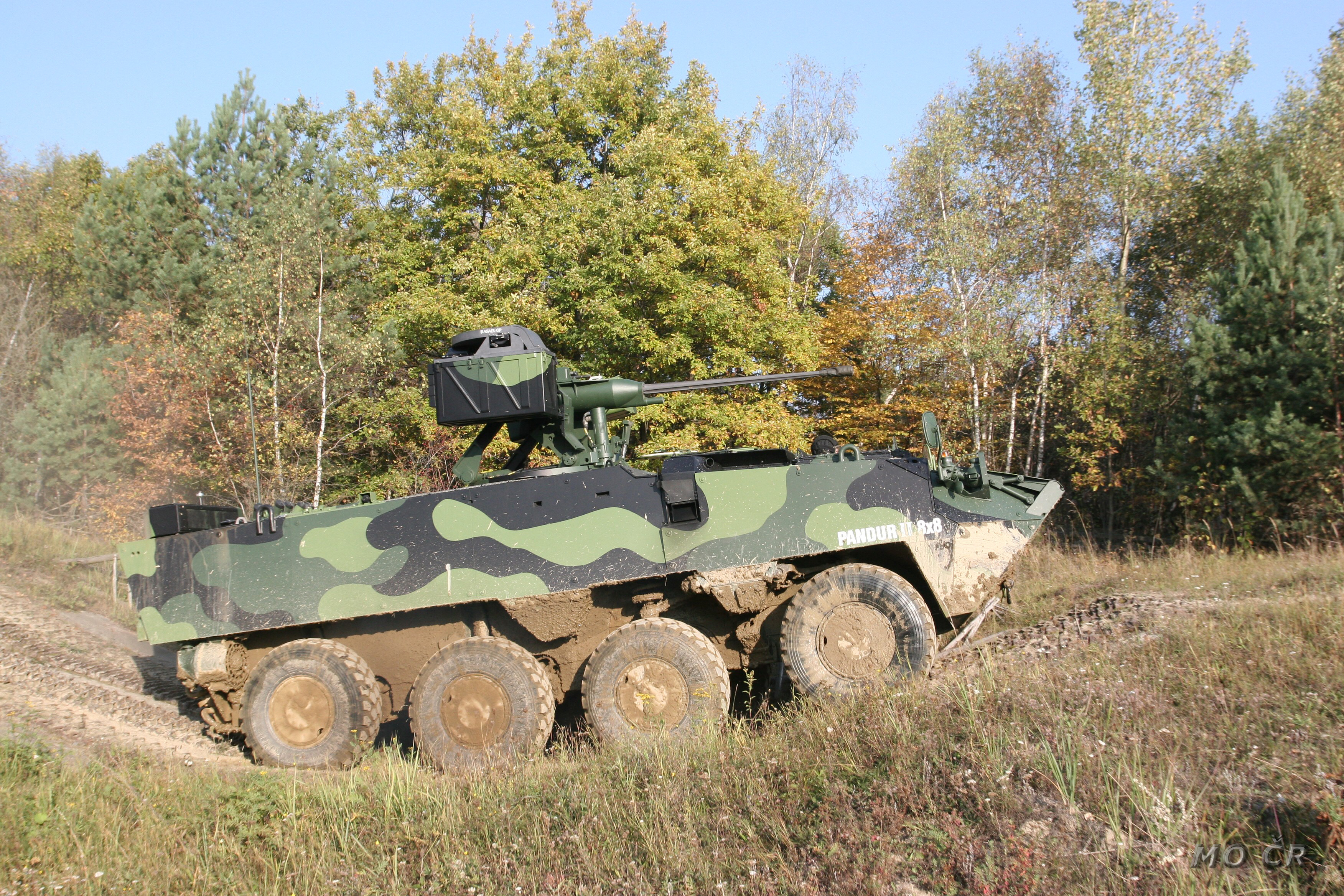
Pandur II с дистанционно управляемым модулем RCWS-30 на испытаниях чешской армии.
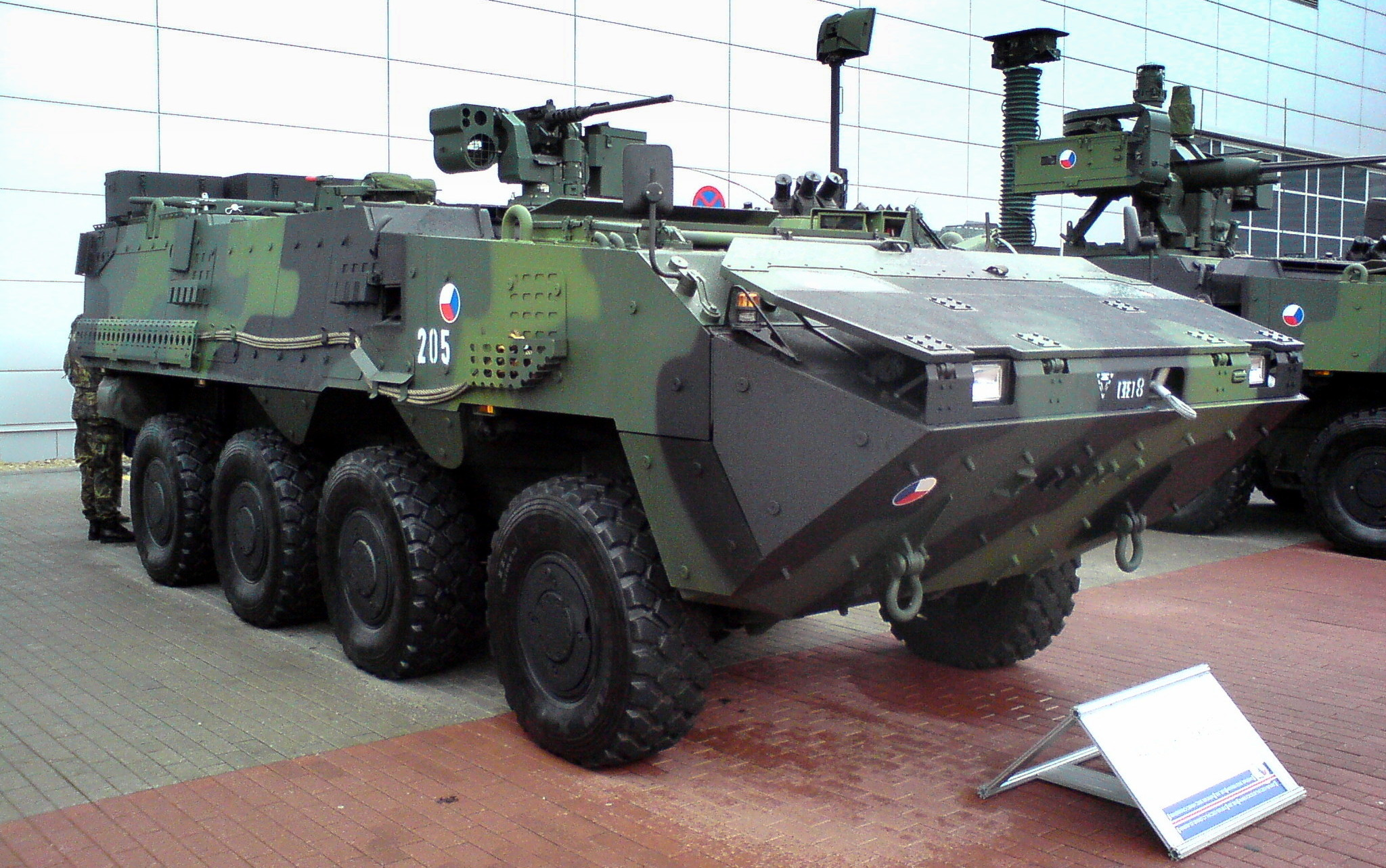
Бронетранспортёр чешской армии.
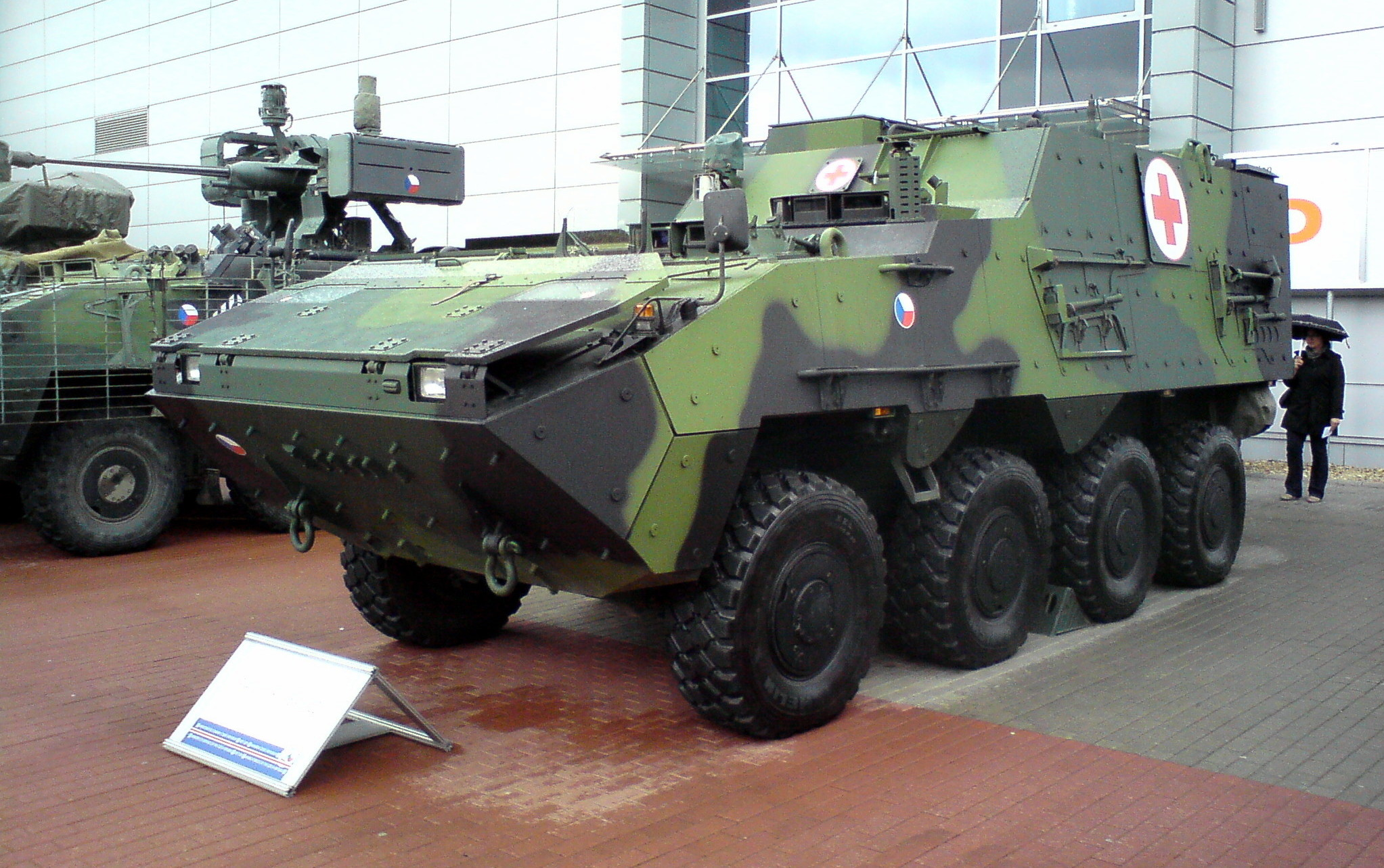
Бронированная медицинская машина чешской армии.
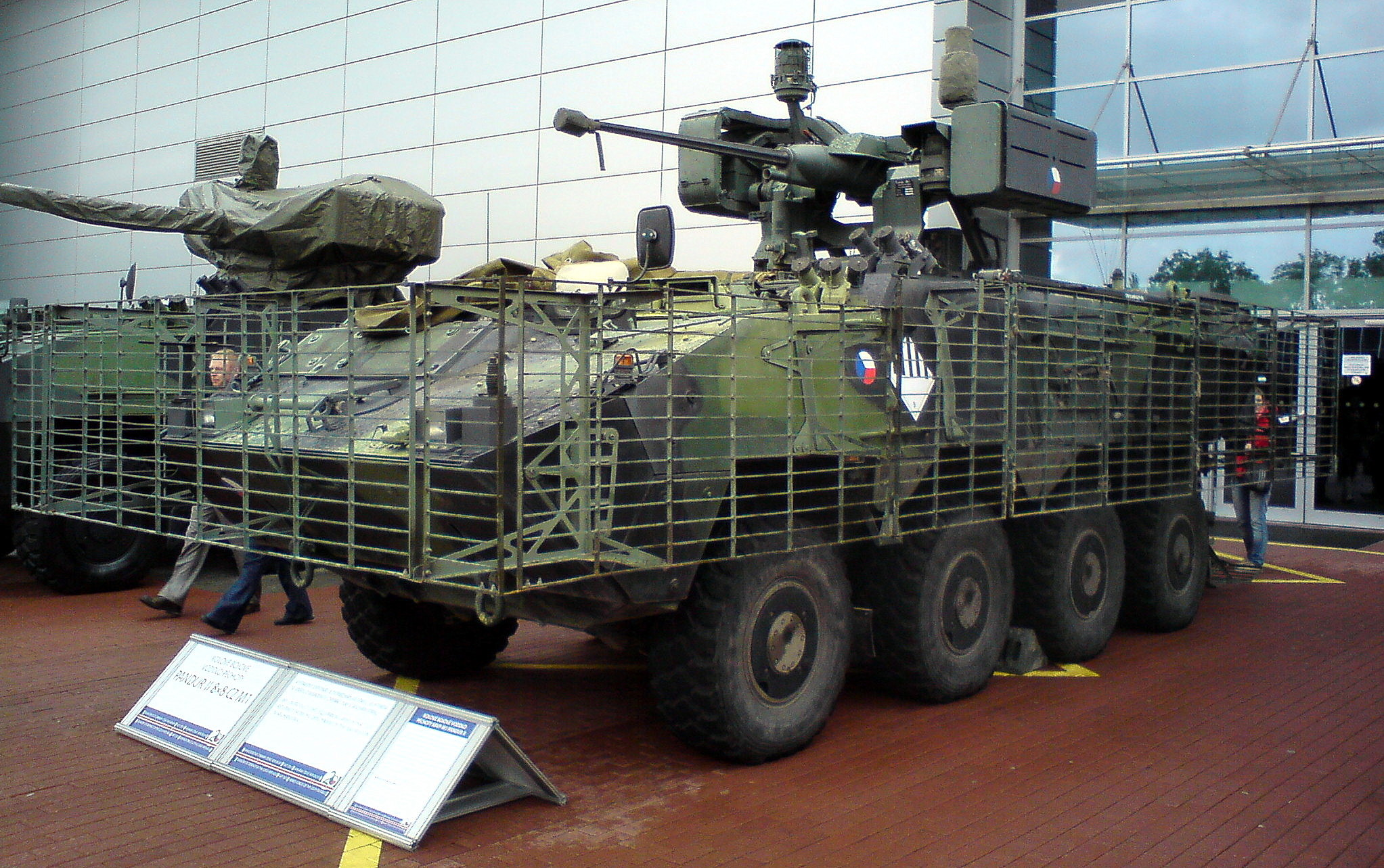
Pandur II KBVP с пластинчатой брони.
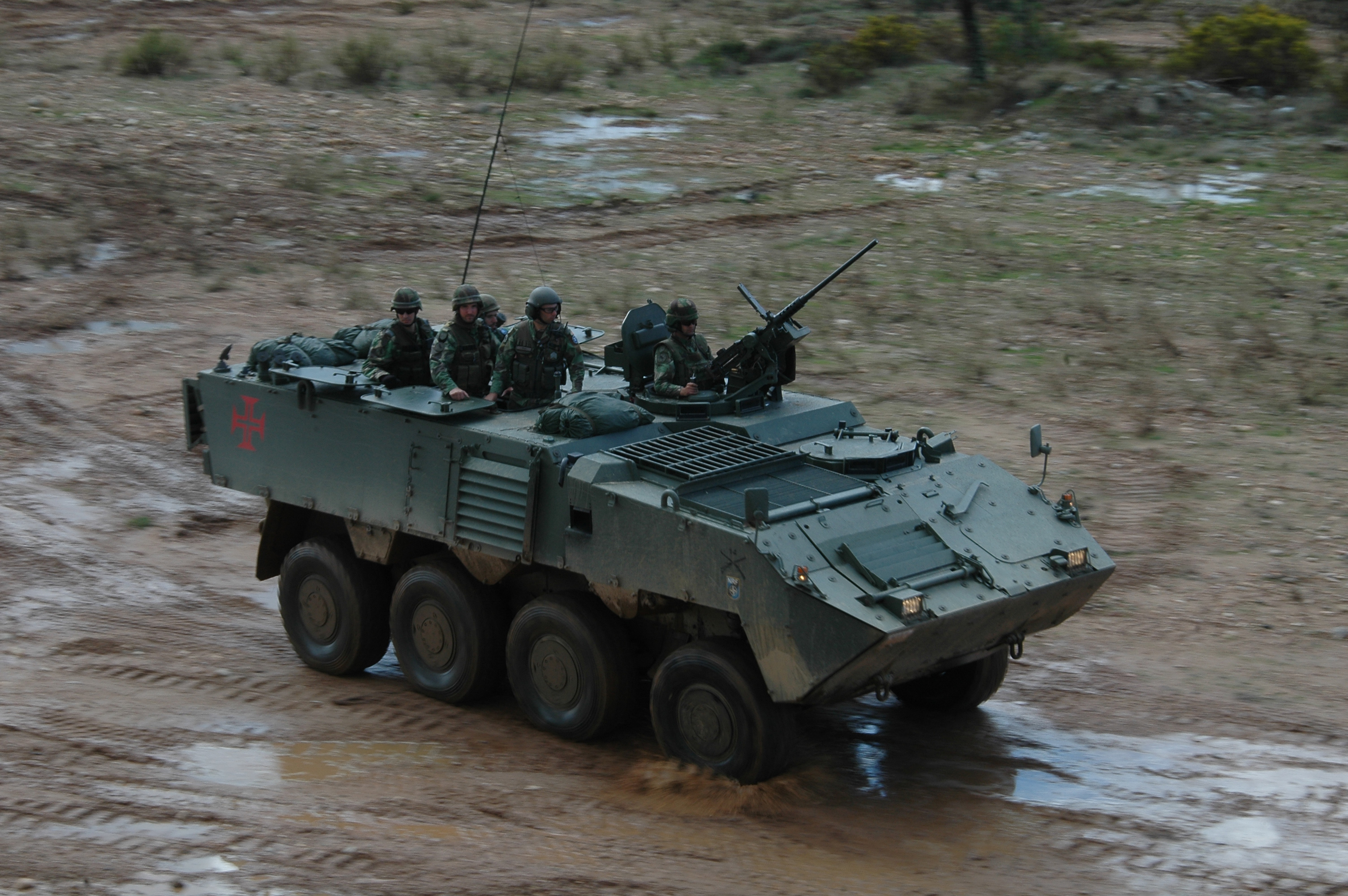
Pandur II португальской армии.
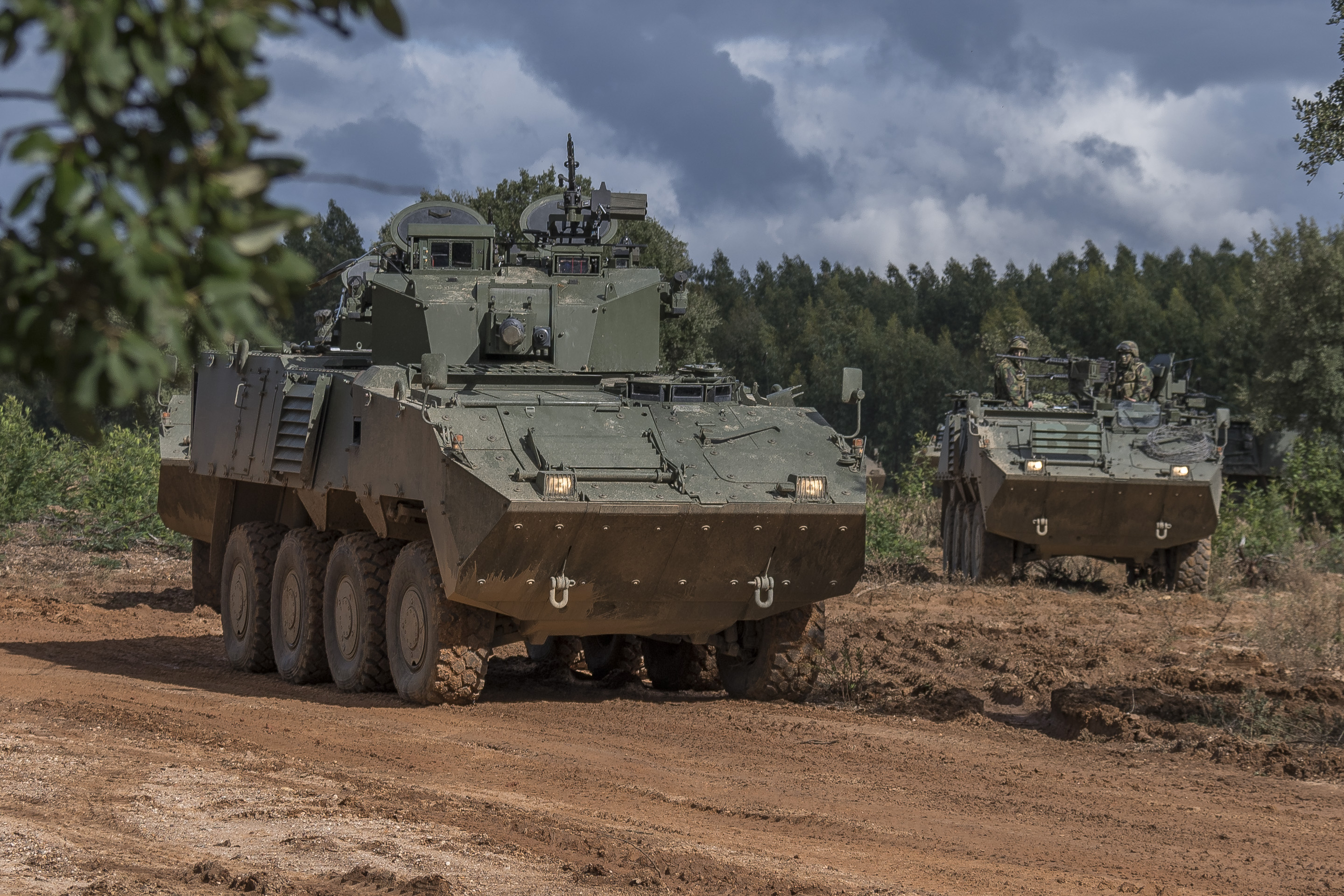
Пандур 2 португальской армии в вариантах БМП и БТР.
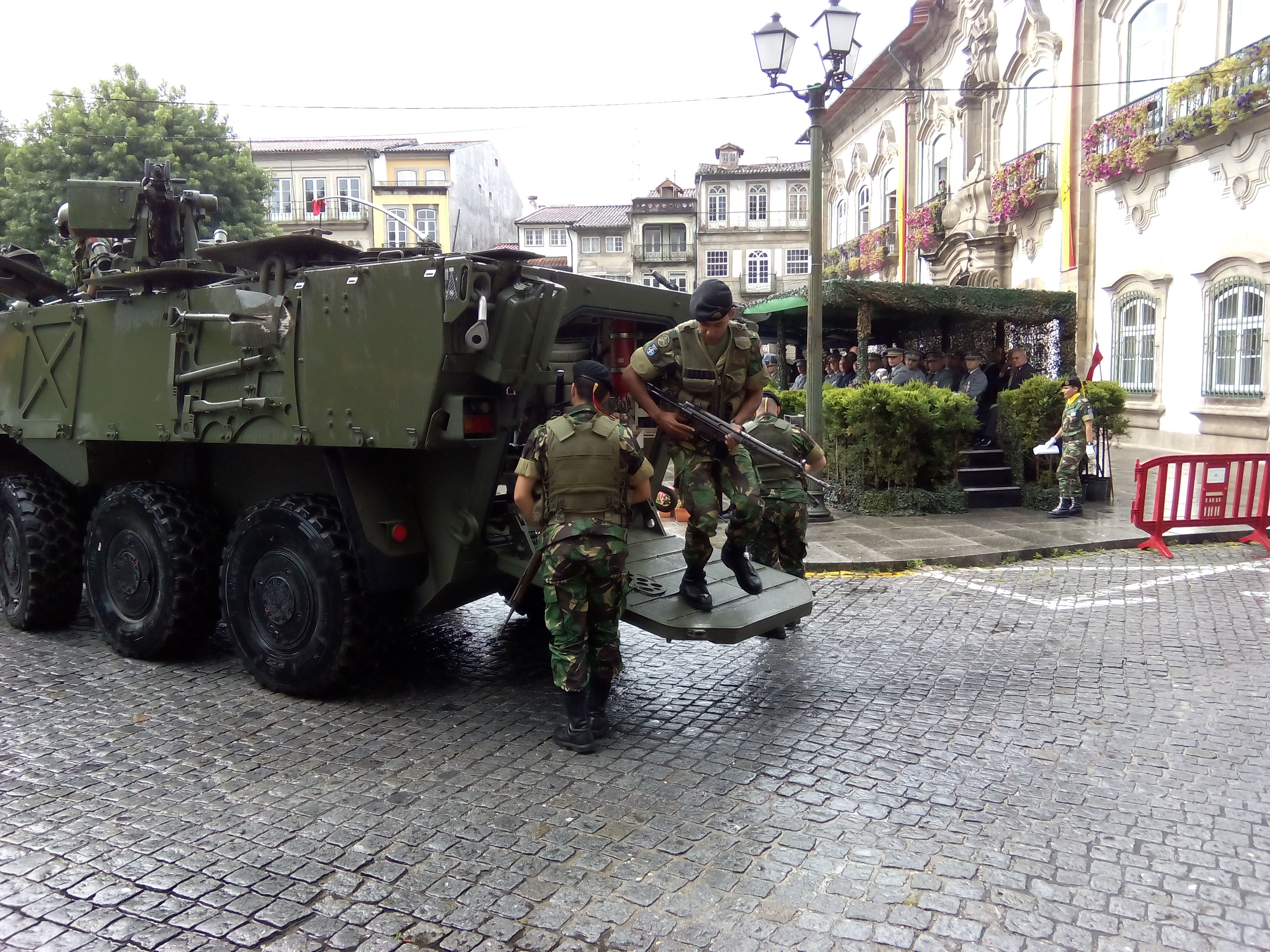
Португальские солдаты покидают бронемашину